# Стадион Деодору
«Стадион Деодору» (порт. Estádio de Deodoro, англ. Deodoro Arena) — временный стадион в Деодору, Рио-де-Жанейро (Бразилия), построенный как часть Парка Современного Пятиборья Деодору. Стадион принимал олимпийский дебют регби, так же, как и конную и комбинированную части пятиборья, а во время Паралимпиады сооружение служило для соревнований по футболу-7 (футболу для людей с ограничениями в движении).